# Federico Cartabia
Federico "Fede" Nicolás Cartabia (Rosário, 20 de janeiro de 1993) é um futebolista profissional argentino que atua como atacante, atualmente está no Shabab Al Ahli.